# (503) Evelyn
(503) Evelyn – planetoida z pasa głównego asteroid okrążająca Słońce w ciągu 4 lat i 182 dni w średniej odległości 2,72 j.a. Została odkryta 19 stycznia 1903 roku w Landessternwarte Heidelberg-Königstuhl, w Heidelbergu przez Raymonda Dugana. Nazwa planetoidy pochodzi od imienia Evelyn Smith Dugan, matki odkrywcy. Przed jej nadaniem planetoida nosiła oznaczenie tymczasowe (503) 1903 LF.